# 1373
1373 (MCCCLXXIII) a fost un an obișnuit al calendarului iulian, care a început într-o zi de luni.

## Evenimente
- 1373-1374: Vladislav I (Vlaicu Vodă) voievodul Țării Românești s-a aliat cu turcii împotriva lui Ludovic I al Ungariei.

## Nașteri
- 25 iunie: Ioana a II-a, Regină a Neapolelui reginӑ a Neapolelui (d. 1435)
- februarie: Beatrice a Portugaliei  (d. 1409)
- 19 iunie: Francesco Foscari  (d. 1457)
- dată necunoscută: Ioana Sofia de Bavaria ducesӑ austriacӑ prin cӑsӑtoria cu ducele Albert al IV-lea de Habsburg (d. 1410)
- dată necunoscută: Bicci di Lorenzo  (d. 1452)

## Decese
- 23 iulie: Brigita a Suediei, călugăriță suedeză, întemeietoare de ordin călugăresc, sfântă (n. 1303?)